# Финниган, Дженнифер
Дже́ннифер Фи́нниган (англ. Jennifer Finnigan; 22 августа 1979) — канадская актриса.

## Ранняя жизнь
Дженнифер Финниган родилась и выросла в Монреале в семье канадского радиоведущего. В 1996 году она закончила католическую школу и вскоре начала свою карьеру на канадском телевидении.

## Карьера
В 2000 году Дженнифер Финниган переехала в США чтобы играть роль Бриджит Форрестер в дневной мыльной опере «Дерзкие и красивые». В декабре того же года она сыграла главную роль в телефильме «Преследование Лори Шоу» о реальном убийстве жизнь молодой девочки-подростка. В мыльной опере «Дерзкие и красивые» Финниган снималась до 2004 года и получила за свою роль три Дневных премии «Эмми» и несколько других премий. Она начала строить свою карьеру в прайм-тайм и сперва сыграла роль патолога Деван Магуайр в телесериале «Расследование Джордан». В начале 2005 года она сыграла главную роль в ситкоме «Совершенство», который был закрыт после одного сезона.
Начиная с осени 2005 года Дженнифер Финниган исполняла главную роль в телесериале «Рядом с домом». Сериал имел умеренный успех в первом сезоне и в конечном счёте был закрыт после двух сезонов в 2007 году. В 2009 году она снялась в пилоте сериала «Внутри коробки» продюсера Шонды Раймс, который так и не получил зелёный свет на дальнейшее производство. В тот же период она снялась в нескольких телефильмах, в основном для канала Lifetime. В сезоне 2010—2011 она сыграла одну из главных ролей в ситкоме ABC «Мне хорошо с тобой», который был закрыт после одного сезона. В 2012 году она получила одну из главных ролей в телесериале «Понедельник утром», также закрытом после одного сезона. В 2013 году Финниган сыграла главную роль в фильме канала Lifetime «Торговка младенцами» с Кёрсти Элли, а после получила главную роль в драме FX «Тиран».

## Личная жизнь
С 7 июня 2007 года Дженнифер замужем за актёром Джонатаном Сильверманом, с которым она встречалась 3 года до их свадьбы. У супругов есть дочь — Элла Джек Сильверман (род. 29.09.2017).

## Фильмография
| Год       | Название на русском   | Название на английском          | Роль                     | Примечания                   |
| --------- | --------------------- | ------------------------------- | ------------------------ | ---------------------------- |
| 1998      |                       | The Mystery Files of Shelby Woo | Christie Sayers          | 3 эпизода                    |
| 1999      |                       | Big Wolf on Campus              | Vesper                   | 1 эпизод                     |
| 1999-2000 |                       | Student Bodies                  | Kim McCloud              | Регулярная роль, 16 эпизодов |
| 2000      | Её звали Никита       | La Femme Nikita                 | Dory                     | 1 эпизод                     |
| 2000      |                       | Are You Afraid of the Dark?     | Tara Martin              | 1 эпизод                     |
| 2000      |                       | The Fearing Mind                |                          | 1 эпизод                     |
| 2000      |                       | The Stalking of Laurie Show     | Laurie Show              | Телефильм                    |
| 2000-2004 | Дерзкие и красивые    | The Bold and the Beautiful      | Bridget Forrester Sharpe | Регулярная роль, 501 эпизод  |
| 2001      | Ларго                 | Largo Winch                     | Tamara Ross              | 1 эпизод                     |
| 2004      | Расследование Джордан | Crossing Jordan                 | Dr. Devan Maguire        | Регулярная роль, 10 эпизодов |
| 2005      |                       | Committed                       | Marni Fliss              | Регулярная роль, 12 эпизодов |
| 2005      | Мёртвая зона          | The Dead Zone                   | Alex Sinclair            | 2 эпизода                    |
| 2005-2007 |                       | Close to Home                   | Annabeth Chase           | Регулярная роль, 43 эпизода  |
| 2007      | Мёртвая зона          | The Dead Zone                   | Alex Sinclair            | 1 эпизод                     |
| 2008      |                       | What Color Is Love?             | Nicole Alpern            | Телефильм                    |
| 2008      |                       | The Coverup                     | Nancy Pepper             |                              |
| 2008      |                       | Beethoven’s Big Break           | Lisa                     | Direct-to-video              |
| 2009      | Внутри коробки        | Inside the Box                  | Lauren Thomas            | Пилот                        |
| 2010      |                       | Committed                       | Friend                   |                              |
| 2010      |                       | Wedding for One                 | Claire La Foret          | Телефильм                    |
| 2010      |                       | The Last Christmas              | Claire La Foret          | Телефильм                    |
| 2010-2011 |                       | Better with You                 | Maddie Putney            | Регулярная роль, 22 эпизода  |
| 2011      |                       | Conception                      | Laurie                   |                              |
| 2011      | Ясновидец             | Psych                           | Barbie                   | 1 эпизод                     |
| 2013      | Понедельник утром     | Monday Mornings                 | Доктор Тина Рэджеуэй     | Регулярная роль, 10 эпизодов |
| 2013      |                       | Baby Sellers                    | Детектив Ник Моррисон    | Телефильм канала Lifetime    |
| 2014-2016 | Тиран                 | Tyrant                          | Молли                    | Регулярная роль, 30 эпизодов |
| 2017      | Спасение              | Salvation                       | Грейс Дарроу             | Регулярная роль, 13 эпизодов |